# Yohan Cauquil
Pour les articles homonymes, voir Cauquil.
Yohan Cauquil (né le 4 mars 1985 dans la région de Montpellier) est un coureur cycliste français.

## Biographie
Yohan Cauquil naît le 4 mars 1985 dans la région de Montpellier en France.
Yohan Cauquil ne compte aucune victoire professionnelle. À la suite de l'arrêt du Cycling Club Bourgas (fin 2009), il retourne chez les amateurs en 2010, au Martigues SC en Division nationale 2, avec l'ambition de repasser professionnel en 2011. Il termine cette saison à la 21e place du classement de la Fédération française de cyclisme.
En 2011, il redevient professionnel dans l'équipe VC La Pomme Marseille. Durant cette saison, il se classe troisième de la Classic Loire Atlantique et huitième des Boucles du Sud Ardèche, du Grand Prix de Plumelec et du Circuit de l'Aulne.
En 2013, il retourne chez les amateurs, au club de Charvieu-Chavagneux IC . Après deux saisons dans le club de la région Rhône-Alpes, il se retire des pelotons pour se consacrer à l'entreprise qu'il a créé avec un associé.

## Palmarès et classements mondiaux

### Palmarès sur route
- 2005
  - Champion du Languedoc-Roussillon
- 2010
  - Championnat de Sabadell
  - Circuit de Saône-et-Loire :
    - Classement général
    - 2e étape

  - 3e étape du Tour du Beaujolais
  - Grand Prix de Bras
  - Grand Prix de Meyrueis
  - Quatre Jours des As-en-Provence :
    - Classement général
    - 2e étape

  - Grand Prix de la Tomate
  - 2e du Tour du Charolais
  - 2e du Tour de la CABA
  - 2e du Grand Prix de Chardonnay
  - 2e du Grand Prix de Saint-Symphorien-sur-Coise
  - 2e du Tour du Piémont pyrénéen
  - 3e du Grand Prix de Montauroux
  - 3e du Tour du Chablais
  - 3e du Grand Prix Mathias Piston
  - 3e du Tour du Tarn-et-Garonne
- 2011
  - 3e de la Classic Loire Atlantique
- 2013
  - Prix de Valentin
  - Dijon-Auxonne-Dijon
  - Circuit des Monts du Livradois
  - 2e du Grand Prix de Gamaches
  - 2e du Tour Nivernais Morvan
  - 2e du Grand Prix de Cours-la-Ville
  - 2e du Grand Prix d'Automne de La Rochefoucauld
  - 3e de la Transversale des As de l'Ain
- 2014
  - Grand Prix des Avenières
  - 2e du Tour du Charolais
  - 2e du Grand Prix de Montamisé
  - 3e du Grand Prix d'Escaudœuvres

### Classements mondiaux
| Année           | 2007   | 2008   | 2009 | 2010   | 2011 |
| --------------- | ------ | ------ | ---- | ------ | ---- |
| UCI Europe Tour | 1 272e | 1 077e |      | 1 121e | 257e |